# عواهة
عواها قرية سعودية، تتبع مركز السعدية في محافظة الليث بمنطقة مكة المكرمة، تقع في شمال شرق مدينة الليث بمسافة نحو ( 87 ) كم.

## سكان قرية عواها
يسكن قرية عواها الجحادلة من بني شعبه من كنانه
و معظم او اغلبة السكان من ال فاضل من الجحادلة

## موقع قرية عواها
تقع قرية عواها اسفل وادي يلملم ( جنوب مكه المكرمه )
شمال شرق محافضة الليث